# Georg Vollerthun
Georg Vollerthun (* 29. September 1876 in Fürstenau (heute Kmiecin, Ortsteil von Nowy Dwór Gdański) bei Danzig; † 15. September 1945 in Strausberg bei Berlin) war ein deutscher Komponist, Dirigent und Musikpädagoge.

## Leben

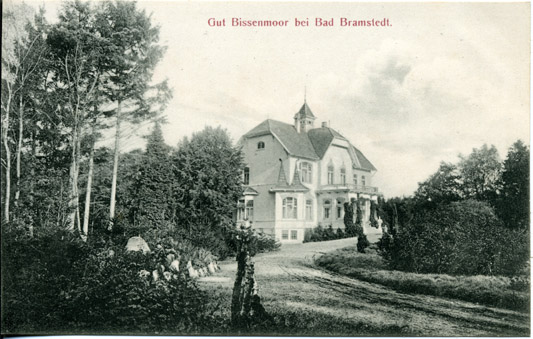

Georg Vollerthun – Sohn eines Gutsbesitzers – studierte am Stern’schen Konservatorium in Berlin bei Friedrich Gernsheim und Robert Radeke. Von 1899 bis 1905 hatte Vollerthun Engagements als Theaterkapellmeister in Prag, Berlin, Barmen und Mainz. Nach einem zweijährigen Aufenthalt in Paris lebte er seit 1910 auf dem Gut Bissenmoor bei Bad Bramstedt. Seit 1922 wohnte Vollerthun in Strausberg. Von 1919 bis 1922 gehörte er der DNVP an. Der NSDAP trat Vollerthun am 1. September 1931 bei (Mitgliedsnummer 666.098) und betätigte sich als Musikreferent der Partei im Landkreis Oberbarnim. Im Kampfbund für deutsche Kultur war er ab 1932 als Fachspartenleiter für die Oper zuständig.
Während der Zeit des Nationalsozialismus gehörte Vollerthun zu den am meisten vom Regime geförderten Komponisten. Seit dem 1. November 1933 hatte er eine Professur für das deutsche Lied an der Hochschule für Musik Berlin inne; eine seiner Schülerinnen dort war Elisabeth Schwarzkopf. 1934 wurde er Mitglied des Großen Rates des Berufsstandes der deutschen Komponisten innerhalb der Reichsmusikkammer. 1936 wurde er wegen des Verstoßes gegen eine „kriminalisierte sittliche Norm“ zwangsbeurlaubt und seine Werke wurden vom Reichsrundfunk boykottiert. Allerdings wurde der Boykott am 17. Dezember 1936 durch den Propagandaminister Joseph Goebbels aufgehoben.
1938 wurde Vollerthuns Deutsches Liederspiel auf Texte von Agnes Miegel uraufgeführt. 1942 fand die Uraufführung seiner Oper Das königliche Opfer über den Bittgang der Königin Luise statt. Diese wurde allerdings in Ostpreußen durch den Gauleiter Erich Koch wegen der „tiefste(n) Erniedrigung und Schmach Preußens“ verboten.

## Kompositionen

### Bühnenwerke
- Veeda (op. 12; 1916). Musikdrama in 2 Aufzügen. Libretto: Georg Kiesau. UA 1916 Kassel
- Island-Saga (op. 18; 1925). Musiktragödie in 3 Aufzügen. Libretto: Berta Thiersch. UA 17. Januar 1925 München (Bayerische Staatsoper)
- Der Freikorporal (op. 21; 1931). Heitere Oper in 3 Akten (5 Bildern). Libretto: Rudolf Lothar (nach Gustav Freytag). UA 10. November 1931 Hannover
- Das königliche Opfer (op. 35; 1942). Oper in 3 Akten (4 Bildern). Libretto: Oswald Schrenk. UA 1942 Hannover
- Des Königs Page (nicht aufgeführt). Libretto: Oswald Schrenk (nach Conrad Ferdinand Meyer)
- Die Orgel von Wismar

### Orchesterwerke
- Orchestersuite Alt-Danzig (op. 25; UA 1938)

### Klavierkompositionen
- Barocksuite für Klavier (op. 29; 1936)

### Vokalkompositionen
- Kantaten
- Chorwerke
- Lieder, u. a.:
- Liebes-Gesänge, Nr. 1–8 (op. 2)
- Liederkreise nach Agnes Miegel (1.: op. 16, 2.: op. 19; 3.: op. 20, 4. op.?)
- Lieder der Anmut (op. 24)
- 4 Lieder aus Niederdeutschland (op. 27)
- Lieder der Andacht (op. 31, nach Carl Lange)